# Chuck Bednarik
Charles Philip Bednarik (Bethlehem, 1º maggio 1925 – Richland, 21 marzo 2015) è stato un giocatore di football americano statunitense che ha giocato nei ruoli di centro e linebacker per tutta la carriera con i Philadelphia Eagles della National Football League (NFL). È stato inserito nella Pro Football Hall of Fame nel 1967.

## Carriera
Bednarik iniziò a praticare il football alle scuole superiori ma, dopo essersi diplomato, si arruolò nella United States Army Air Force; imbarcato su un B-24, venne decorato per aver preso parte a 30 missioni di combattimento sulla Germania durante la Seconda guerra mondiale. Terminata la guerra, proseguì gli studi alla University of Pennsylvania, dove iniziò anche la sua carriera ad alto livello nel football, classificandosi terzo nelle votazioni per l'Heisman Trophy e vincendo il Maxwell Award nel 1948.
Nel Draft NFL 1949 Bednarik fu prima scelta assoluta e venne messo sotto contratto dai Philadelphia Eagles, squadra con la quale trascorse tutta la carriera, durata per 13 stagioni. Ricordato per essere stato l'ultimo giocatore di football americano a giocare sia in un ruolo offensivo, quello di centro, che in un ruolo difensivo, quello di linebacker, con gli Eagles vinse due campionati NFL, nel 1949 e nel 1960. Nella finale del 1960, Bednarik, l'ultimo giocatore degli Eagles rimasto tra Jim Taylor di Green Bay e la end zone, placcò Taylor nell'ultima giocata della partita, a 8 yard di distanza dalla marcatura che avrebbe dato la vittoria ai Packers, mantenendo il risultato sul 17-13 in favore di Philadelphia.
Placcatore efficace e violento, Bednarik è noto anche per avere messo al tappeto Frank Gifford dei New York Giants costringendolo a rimanere fuori dai campi di gioco per 18 mesi, con uno dei tackle più famosi della storia della NFL, nel 1960. Bednarik ebbe anche un celebre diverbio con Chuck Noll, allora giocatore dei Cleveland Browns, colpendolo in faccia prima dell'esecuzione di un punt.
Il numero 60 di Bednarik è uno degli otto ritirati dalla franchigia degli Eagles. In suo onore si assegna il Chuck Bednarik Award, consegnato annualmente al miglior difensore nel football universitario.

### Morte
Il 21 marzo 2015 Les Bowen, un giornalista del Philadelphia Inquirer, riferì che Bednarik era morto alle 4:23 del mattino della medesima data, all'età di 89 anni, dopo essersi sentito male il giorno precedente.

### Il "Chuck Bednarik Trophy"
Il 24 ottobre 2018 è stato reso noto che a partire dalla stagione 2019 il trofeo che premia i campioni nazionali di football americano della Slovacchia sarà intitolato a Bednarik.

## Palmarès
- Campionati NFL : 2

Philadelphia Eagles: 1949, 1960

### Individuale
- MVP del Pro Bowl: 1

1953
- Convocazioni al Pro Bowl: 8

1950, 1951, 1952, 1953, 1954, 1955, 1956, 1960
- All-Pro: 10

1950, 1951, 1952, 1953, 1954, 1955, 1956, 1957, 1960, 1961
- Maxwell Award - 1948
- Formazione ideale della NFL degli anni 1950
- Formazione ideale del 75º anniversario della National Football League
- Formazione ideale del 100º anniversario della National Football League
- Numero 60 ritirato dai Philadelphia Eagles
- Pro Football Hall of Fame (classe del 1967)
- College Football Hall of Fame (classe del 1968)
- Classificato al #35 tra i migliori cento giocatori di tutti i tempi da NFL.com